# گلیز ۸۶
گلیز ۸۶ یک ستاره است که در صورت فلکی جوی قرار دارد.